# Планетотрясение
Планетотрясе́ние — это сейсмическое событие, последствием которого является то, что поверхность планеты начинает дрожать, как правило вследствие внезапного выброса энергии, передаваемой в виде сейсмических волн, и потенциально большой интенсивностью.
Существуют следующие виды планетотрясений:

## Землетрясение
Землетрясение — это феномен, который происходит в результате внезапного выброса накопленной энергии в земной коре, создающего сейсмические волны. На земной поверхности землетрясения могут проявляться сотрясением или смещением почвы и иногда вызывать цунами, что может привести к человеческим жертвам и уничтожению имущества. Землетрясение вызывается тем, что тектонические плиты (участки земной коры) застревают и создают упругое напряжение в породе. Напряжение бывает настолько велико, что горные породы раскалываются и возникают линии разломов.

## Лунотрясение
Лунотрясение — это лунный эквивалент землетрясения (то есть планетотрясение на Луне). Впервые они были обнаружены астронавтами «Аполлона». Крупнейшие лунотрясения намного слабее крупнейших землетрясений, хотя их сотрясения могут продолжаться до часа из-за отсутствия затухания, вследствие которого ослабляются сейсмические колебания.
Информация о лунотрясениях поступает с сейсмографов, размещённых на Луне с 1969 по 1979 годы. Эти инструменты, установленные в ходе миссий «Аполлонов» 12, 14, 15 и 16 работали превосходно до тех пор, пока не были отключены в 1977 году.
Существует, по меньшей мере, четыре вида лунотрясений:
- глубинные лунотрясения (на ~700 километров ниже поверхности, вероятно приливного происхождения)[4][5][6];
- метеоритные лунотрясения (колебания от столкновения с метеоритами);
- термальные лунотрясения (холодная лунная кора расширяется, когда после двухнедельной лунной ночи возвращается солнечный свет)[7];
- тектонические лунотрясения (на 50-220 километров ниже поверхности)[8].

Первые три вида упомянутых выше лунотрясений имеют тенденцию к слабовыраженности; однако магнитуда тектонических лунотрясений может достигать до 5,5 баллов по шкале Рихтера. С 1972 по 1977 годы наблюдалось 28 тектонических лунотрясений. Глубинные лунотрясения происходят, как правило, внутри пластов километрового масштаба, иногда называемых «гнёздами» или «кластерами».

## Марсотрясение
Марсотрясение — это планетотрясение, происходящее на планете Марс. В результате недавнего исследования было предположено, что марсотрясения происходят каждый миллион лет. Это предположение связано с недавно[когда?] обнаруженным[кем?] свидетельством тектонических границ Марса.

## Венеротрясение
Венеротрясение — это планетотрясение, происходящее на планете Венера.
Венеротрясение может быть вызвано формированием нового обрыва или оползня. Изображение оползней было получено в ноябре 1990 года во время первого облёта вокруг Венеры космического корабля «Магеллан». Ещё одно изображение было получено 23 июля 1991 года, когда «Магеллан» облетел вокруг Венеры во второй раз. Каждое изображение было 24 километра в ширину и 38 километров в длину и было сосредоточено на участке, находящемся на 2° южной широты и 74° восточной долготы. Пара магеллановских изображений показывает область в Земле Афродиты внутри круто наклонённой долины, которая прорезана многими разломами.